# Apogonia truncaticepes
Apogonia truncaticepes är en skalbaggsart som beskrevs av Moser 1913. Apogonia truncaticepes ingår i släktet Apogonia och familjen Melolonthidae. Inga underarter finns listade i Catalogue of Life.